# Артур Ґор, 1-й граф Арран
Артур Ґор, 1-й граф Арран PC (Ір) (1703 – 17 квітня 1773), відомий як сер Артур Ґор, 3-й баронет з 1741 до 1757 і як віконт Садлі з 1758 до 1762, був ірландським політиком.
Арран був сином сера Артура Ґора, 2-го баронета, та Елізабет Еннеслі, і здобув освіту в Триніті-коледжі в Дубліні. У 1727 році він був обраний до ірландської палати громад від округу Донеґал, представництво якого він обіймав до 1758 року. Він також був верховним шерифом Вексфорда в 1738 році і був прийнятий до Таємної ради Ірландії в 1748 році. У 1758 році він був підвищений до пера Ірландії як барон Сондерс з Діпса в графстві Вексфорд і віконт Садлі з Касл-Ґор у графстві Мейо У 1762 році він був удостоєний нагороди, коли був призначений графом Арраном на островах Арран у графстві Ґолвей. Це був третій з ряду випадок, коли в Ірландії було запроваджено титул графа Аррана.
Його сестра Енн вийшла заміж за Джона Брауна, 1-го графа Альтамонта в грудні 1729 року і мала десятеро дітей. Інша сестра Елізабет вийшла заміж за Джеймса Каффа і була матір'ю сімох дітей, включаючи Джеймса Каффа, 1-го барона Тіролі. Лорд Арран одружився з Джейн Сондерс, дочкою Річарда Сондерса (онука члена парламенту Генрі Вітфілда ), у 1731 році. У них було троє синів та дві дочки. Він помер у квітні 1773 року, і його титул успадкував його старший син Артур.